# Ryan Johansson
Ryan Nils Johansson (Lussemburgo, 15 febbraio 2001) è un calciatore lussemburghese con cittadinanza svedese naturalizzato irlandese, centrocampista del Wehen Wiesbaden.

## Carriera

### Club
Cresciuto nel settore giovanile del Bayern Monaco, nel 2020 viene ceduto al Siviglia che lo aggrega alla propria squadra B; debutta il 26 gennaio 2020 nel match di Segunda División B vinto 1-0 contro il FC Cartagena.
Nel 2021 viene ceduto in prestito per una stagione al Fortuna Sittard.

### Nazionale
Eleggibile per le nazionali di Lussemburgo, Svezia ed Irlanda, ha giocato svariate partite con le varie nazionali giovanili di ciascuno di questi tre Paesi.

## Statistiche
Statistiche aggiornate al 20 novembre 2021.

### Presenze e reti nei club
| Stagione        | Squadra           | Campionato      | Campionato | Campionato | Coppe nazionali | Coppe nazionali | Coppe nazionali | Coppe continentali | Coppe continentali | Coppe continentali | Altre coppe | Altre coppe | Altre coppe | Totale | Totale | Totale |
| Stagione        | Squadra           | Comp            | Pres       | Reti       | Comp            | Pres            | Reti            | Comp               | Pres               | Reti               | Comp        | Pres        | Reti        | Pres   | Reti   |        |
| --------------- | ----------------- | --------------- | ---------- | ---------- | --------------- | --------------- | --------------- | ------------------ | ------------------ | ------------------ | ----------- | ----------- | ----------- | ------ | ------ | ------ |
| 2019-2020       | Siviglia Atlético | SDB             | 6          | 0          |                 | -               | -               |                    | -                  | -                  |             | -           | -           | 6      | 0      |        |
| 2020-2021       | Siviglia Atlético | SDB             | 9          | 0          |                 | -               | -               |                    | -                  | -                  |             | -           | -           | 9      | 0      |        |
| 2021-2022       | Fortuna Sittard   | ED              | 4          | 0          | CO              | 1               | 0               |                    | -                  | -                  |             | -           | -           | 5      | 0      |        |
| Totale carriera | Totale carriera   | Totale carriera | 19         | 0          |                 | 1               | 0               |                    | -                  | -                  |             | -           | -           | 20     | 0      |        |